# Indeks dochodowy
Indeks dochodowy – indeks giełdowy, który oprócz kursów akcji uwzględnia również prawa poboru i dywidendy. Do najpopularniejszych indeksów dochodowych zalicza się: WIG, WIG-PL, NCIndex oraz ITO.